# Museo del Ferro – Fucina di Pamparane
Il Museo del Ferro – Fucina di Pamparane è un museo etnografico di Odolo, in provincia di Brescia, situato nel centro storico in contrada Pamparane.

## Storia
Il museo, inaugurato nel 2007, è collocato in un'antica fucina anteriore al XVIII secolo, un edificio su due piani, che ospitava un laboratorio artigianale. Il museo aderisce al progetto del "Sistema museale di Valle Sabbia", formalizzato a gennaio 2010 con Decreto Regionale.

## Collezione
Il museo permette di avvicinarsi alla storia locale, intimamente legata alla lavorazione del ferro e alle numerose fucine presenti in zona, ben 14 all'inizio del XVII secolo.
Al suo interno sono sistemati due magli completi di ruote idrauliche, depositi e altre macchine a corredo. L’esposizione comprende reperti e manufatti che illustrano la storia socio-economica di Odolo. Sono in mostra gli oggetti che venivano prodotti dalle fucine del paese: badili, vanghe e zappe.